# Трес-Палмейрас
Трес-Палмейрас (порт. Três Palmeiras) — муниципалитет в Бразилии, входит в штат Риу-Гранди-ду-Сул. Составная часть мезорегиона Северо-запад штата Риу-Гранди-ду-Сул. Входит в экономико-статистический микрорегион Фредерику-Вестфален. Население составляет 4317 человек на 2006 год. Занимает площадь 188,700 км². Плотность населения — 22,9 чел./км².

## История
Город основан 12 мая 1988 года.

## Статистика
- Валовой внутренний продукт на 2003 составляет 49 088 560,00 реалов (данные: Бразильский институт географии и статистики).
- Валовой внутренний продукт на душу населения на 2003 составляет 11 016,28 реала (данные: Бразильский институт географии и статистики).
- Индекс развития человеческого потенциала на 2000 составляет 0,767 (данные: Программа развития ООН).